# Antoine-Auguste Tracou
Antoine-Auguste Tracou (Belvès, 11 novembre 1857 - Bourges, 28 octobre 1937) est un officier de marine français.

## Biographie
Il entre à l'École navale en octobre 1874 et en sort aspirant de 1re classe en octobre 1877. Il embarque alors en escadre d'évolutions sur les cuirassés Souverain (en), Magnanime puis Trident et est nommé enseigne de vaisseau en octobre 1879. Il sert ensuite sur le transport Ariège puis sur le croiseur Catinat et prend part en 1881 à la campagne de Tunisie sur le Corse. 
En 1882, il passe sur le Volage puis sur le Fontenoy en escadre de Méditerranée (1884) et fait campagne en 1885-1886 au Tonkin sur le Lion et sur le transport Mytho.
Lieutenant de vaisseau (mars 1885), il sert en 1887 aux torpilleurs à Toulon puis, de 1888 à 1890 sur le croiseur Sané avant de passer en 1891 sur le croiseur La Clochetterie à la division de Terre-Neuve. En 1892, il sert sur le Coureur et l'Agile puis est envoyé aux défenses sous-marines de Toulon. Il prend part en 1895 à la campagne de Madagascar sur le transport Corrèze avant d'être nommé à l’état-major particulier du ministre (1896-1898).
Capitaine de frégate (avril 1898), il sert sur le cuirassé Charles Martel en escadre de Méditerranée puis sur le cuirassé Marceau et sur le croiseur Alger avant de recevoir le commandement en 1901 du croiseur Linois. 
Chef de la 1re section de l'état-major à Toulon (1903), commandant du groupe des bâtiments en réserve du port, il est promu capitaine de vaisseau en octobre 1905 et commande alors les croiseurs Guichen (1905-1906) puis D'Entrecasteaux (1906-1907) à la division navale d'Extrême-Orient. 
De 1909 à 1911, il commande le cuirassé Vérité et participe aux opérations sur les côtes du Maroc. Contre-amiral (janvier 1912), major général à Lorient, il reçoit le commandement de la 2e division de la 2e escadre sur le cuirassé Justice (1913-1915) et devient en novembre 1915, membre du Comité technique. 
Vice-amiral et préfet maritime de Cherbourg (mars 1916), il devient en novembre 1917 directeur des services du cabinet du ministre Georges Leygues dont il sera un des principaux collaborateurs. Il prend sa retraite en novembre 1919.

## Distinctions
- Grand officier de la Légion d'honneur (24 janvier 1919)
  -  Commandeur de la Légion d'honneur (18 septembre 1915)
  -  Officier de la Légion d'honneur (30 décembre 1895)
  -  Chevalier de la Légion d'honneur (3 mai 1889)
- Officier d'académie (1895)